# Katrien Hoerée
Katarina (Katrien) Hoerée (Oudenaarde, 26 januari 1957 - 10 november 1994) was een Belgische atlete, die gespecialiseerd was in de sprint. Zij veroverde op twee nummers twee Belgische titels.

## Biografie
Hoerée behaalde in 1978 de Belgisch titels op de 100 en de 200 m. Op de 200 m behaalde ze enkele ereplaatsen op de Memorial Van Damme. Ze was ook een verdienstelijk hoogspringster.
Hoerée overleed eind 1994 aan de gevolgen van een auto-ongeval.

### Clubs
Hoerée was aangesloten bij SC Anderlecht, ASV Oudenaarde en Racing Gent.

## Belgische kampioenschappen
| Onderdeel | Jaar |
| --------- | ---- |
| 100 m     | 1978 |
| 200 m     | 1978 |

## Persoonlijke records
| Onderdeel    | Prestatie | Datum            | Plaats     |
| ------------ | --------- | ---------------- | ---------- |
| 100 m        | 11,59 s   | 6 september 1979 | Düsseldorf |
| 200 m        | 23,91 s   |                  |            |
| hoogspringen | 1,76 m    | 15 juli 1979     | Aalst      |

## Palmares

### 100 m
- 1978:  BK AC – 12,13 s

### 200 m
- 1977:  Memorial Van Damme – 24,17 s
- 1978:  BK AC – 24,22 s
- 1978: 6e Memorial Van Damme - 24,74 s
- 1979:  Memorial Van Damme – 24,18 s